# Castiadas
Castiadas – miejscowość i gmina we Włoszech, w regionie Sardynia, w prowincji Sud Sardynia. Graniczy z Maracalagonis, Muravera, San Vito, Sinnai i Villasimius.
Według danych na rok 2004 gminę zamieszkiwało 1311 osób, 12,9 os./km².